# Флорісьєнта
Флорісьєнта (ісп. Floricienta, перекладається як «попелюшка») — аргентинський серіал. В Україні серіал показували протягом 2005—2006 років — 2 сезони.

## Синопсис
Це історія про сучасну Попелюшку на ім'я Флор. 20-літня дівчина змушена шукати будь-яку роботу, щоб вижити в місті. Але замість того, щоб чекати принца на білому коні, що з'явиться і врятує її, Флор сама відправляється на пошуки любові.

## Персонажі
Флорісьєнта

Енергійна, життєрадісна, приємна та цікава дівчина. Любить поговорити, і іноді каже щось перш, ніж подумати. Коли не може відразу сформулювати своєї думки, жестикулює. Їй подобається, коли люди здогадуються про те, що вона хоче сказати. Її друзі й так добре її розуміють, тому в них виробився своєрідний стиль спілкування. Але Федеріко це не подобається. Вона навіть вигадує власні вираження. Їй подобається ходити босоніж. Флорісьєнта співає і танцює. Вона дуже шумна: багато говорить і голосно сміється. Їй подобається на всю увімкнути музику, поки вона готує їжу. Вона боїться грози. Вона ненавидить написи англійською мовою. Коли Федеріко говорить німецькою мовою, вона сильно нервує.
Федеріко
За освітою Федеріко інженер. Він пишається своїми братами і часто згадує померлих батьків. Він займається фехтуванням. Він дуже принциповий і вимогливий. Федеріко обожнює класичну музику і цінує гарні речі. Захоплюється астрономією. Також урівноважений завжди намагається знайти правильне рішення і поступити благо розумно, щоб не нашкодити іншим.
Малала
Амбіційна вдова, яка ніколи не кохала свого померлого чоловіка. Вона обожнює свою дочку Дельфіну. Вона вважає, що всі їй щось винні. Постійно бреше і засуджує людей. Вона здатна мінятися в залежності від обставин. Вона робить вигляд, що любить братів Федеріко для того, щоб її дочка Дельфіна стала дружиною Федеріко. Вона говорить Федеріко, що любить його як сина, але це далеко від правди.
Дельфіна
Старша дочка Малали. Вона дуже вродлива, розбещена, легковажна і зла. Дельфіна мріє про одруження з Федеріко, але не через кохання до нього, а через гроші. Вона ненавидить братів Федеріко і вважає їх перешкодою на своєму шляху. Вона називає їх "дикими індіанцями", але вона ніколи не зізналася б у цьому своєму майбутньому чоловікові Федеріко. Єдине, що її турбує в цьому житті, так це її вигляд. На людях вона увесь час грає, а її найбільший талант - зваблення. Вона успішно його використовує і часто домагається свого. Дельфіна примхлива, вимоглива і часто перебуває у поганому настрої. У своїй родині з нею завжди поводилися як із принцесою. Її мати та сестра усе життя їй потурали. Їй подобається бути в центрі уваги. Їй пропонували працювати моделлю, але вона відкинула всі пропозиції, тому що вважає, що народилася не для того, щоб працювати. Вона любить гарно вдягатися. Своїм головним ворогом буде вважати Флор.
Томас
Розумний, примхливий і розпещений. Йому подобається керувати людьми. Йому усе сходить з рук. Він може бути ким завгодно аби досягти бажаного. У будь-який момент він може зрадити своїх друзів. Школу він терпіти не може, і не думає про навчання. Дуже мстивий. Він ненавидить Малалу та її дочок. Він неохайний і неорганізований. Обожнює футбол і не розстається із м'ячем.
Бата
Він хазяїн у своєму будинку, вміє вислухати і дати пораду. Він закохується у Софію, молодшу доньку Малали. Йому подобається рок і він наслідує рок-ідолів. Грає на ударних. Дуже любить свою матусю, старається допомогти їй в критичній ситуації. Часом себе недооцінює. 
Фача
Старший хлопець у гурті. Дівчата та гроші - дві його найбільші пристрасті. Він стане менеджером гурту. І з усією серйозністю поставиться до цієї роботи, буде наче лев боротися за підвищення гонорарів для учасників гурту та шукати нові можливості для колективу. Він дуже чесний. Йому сподобається Майя, але коли він більше про неї дізнається, йому не захочеться з нею зустрічатися.
Франко (Бенхамін Рохас)
Брат Ніколаса. Він обожнює свого брата за розум і його здібності у танцях та співі. Франко відважний, чесний і дуже симпатичний. Тенісний корт його другий дім. Він мріє стати всесвітньо відомим тенісистом. Він дуже імпульсивний і часто вплутується в неприємні історії. Дівчата - його слабкість. Він готовий на все, щоб завоювати якесь дівчисько. Він марнотратник, і грошей у нього звичайно не буває. Насправді гроші його не цікавлять, він лише хоче отримувати бажане з їх допомогою. Він закоханий у Флор і готовий змінитися заради неї. Танці - не його сильна сторона, і тим більше спів. У нього є сестра Майя.
Відомий усім серіал Floricienta скорив серця телеглядачів.

## В продовження теми
За мотивами серіалу в Аргентині вийшов мюзикл Floricienta. У музичній версії комедії всі актори залишилися колишніми.
Прем'єра мюзиклу пройшла в театрі Rex, на яку зібралися майже 19 тисяч чоловік. Флоренсія Бертотті і ще 28 артистів під керівництвом Кріс Морена танцюють і роблять шоу сьогодення на сцені, змішане з театральним живописом і спецефектами, що роблять з мюзиклу спектакль з великою кількістю магії і фокусів. Але це не єдиний успіх серіалу. Диск «Floricienta і її група» став платиновим і приніс ще велику популярність серіалу. Через такий голосний успіх, в Аргентині почали випускатися брелоки, тапки, футболки, кепки і ще багато чого іншого з зображенням героїв серіалу.